# Alemdar Mustafa Pasza
Alemdar Mustafa Pasza lub Bayrakdar Mustafa Pasza (ur. ok. 1750 w Chocimiu, zm. 15 listopada 1808 w Konstantynopolu) – janczar, wielki wezyr w 1808 roku.

## Życiorys
Służył w Korpusie Janczarów, następnie zamieszkał w miejscowości Rusçuk, zajmując się rolnictwem. Rozpoczął następnie służbę u boku Tirsiniklioğlu İsmâila Aği. W 1806 roku otrzymał tytuł wezyra.
29 lipca 1808 roku objął funkcję wielkiego wezyra, a 15 listopada tego samego roku został zabity przez janczarów podczas zamachu stanu. Sprzeciwiał się sułtanowi Mustafie IV.

## Upamiętnienie
Na jego cześć nazwano osiedle znajdujące się w stambulskiej dzielnicy Fatih.

## Życie prywatne
Jego ojcem był janczar Hacı Hasan Ağa.